# UFC 268
UFC 268: Usman vs. Covington 2（ユーエフシー・ツーシックスティエイト：ウスマン・バーサス・コヴィントン・ツー）は、アメリカ合衆国の総合格闘技団体「UFC」の大会の一つ。2021年11月6日、ニューヨーク州ニューヨークマンハッタン区のマディソン・スクエア・ガーデンで開催された。

## 大会概要
本大会は王者カマル・ウスマンと挑戦者コルビー・コヴィントンによるUFC世界ウェルター級タイトルマッチ、王者ローズ・ナマユナスと挑戦者ジャン・ウェイリーによるUFC世界女子ストロー級タイトルマッチが組まれた。

## 試合結果

### アーリープレリム
第1試合 127.4ポンド契約 5分3R
○  オデー・オズボーン vs.  CJ・ベルガラ ×
3R終了 判定3-0（29-28、29-28、29-28）
※ベルガラの体重超過によりフライ級から変更。
第2試合 148.4ポンド契約 5分3R
○  メルシック・バグダザリアン vs.  ブルーノ・ソウザ ×
3R終了 判定3-0（29-28、29-28、29-28）
※ソウザの体重超過によりフェザー級から変更。
第3試合 ライトヘビー級 5分3R
○  ダスティン・ジャコビー vs.  ジョン・アラン ×
3R終了 判定3-0（29-28、29-28、30-27）
第4試合 ヘビー級 5分3R
○  クリス・バーネット vs.  ジアン・ヴィランテ ×
2R 2:23 TKO（右後ろ回し蹴り→パウンド）
第5試合 ウェルター級 5分3R
○  イアン・ギャリー vs.  ジョーダン・ウィリアムズ ×
1R 4:59 KO（右ストレート）

### プレリミナリーカード
第6試合 ミドル級 5分3R
○  ナッソーディン・イマボフ vs.  エドメン・シャバージアン ×
2R 4:42 TKO（グラウンドの肘打ち）
第7試合 ミドル級 5分3R
○  クリス・カーティス vs.  フィル・ハウズ ×
1R 4:27 KO（パウンド）
第8試合 ライト級 5分3R
○  ボビー・グリーン vs.  アル・アイアキンタ ×
1R 2:25 TKO（右ストレート→パウンド）
第9試合 ミドル級 5分3R
○  アレックス・ペレイラ vs.  アンドレアス・マイカライディス ×
2R 0:18 TKO（左飛び膝蹴り→パウンド）

### メインカード
第10試合 ライト級 5分3R
○  ジャスティン・ゲイジー vs.  マイケル・チャンドラー ×
3R終了 判定3-0（29-28、29-28、30-27）
第11試合 フェザー級 5分3R
○  シェーン・ブルゴス vs.  ビリー・クアランティーロ ×
3R終了 判定3-0（29-28、29-28、29-28）
第12試合 バンタム級 5分3R
○  マルロン・ヴェラ vs.  フランク・エドガー ×
3R 3:50 KO（右前蹴り）
第13試合 UFC世界女子ストロー級タイトルマッチ 5分5R
○  ローズ・ナマユナス vs.  ジャン・ウェイリー ×
5R終了 判定2-1（47-48、48-47、49-46）
※ナマユナスが王座の初防衛に成功。
第14試合 UFC世界ウェルター級タイトルマッチ 5分5R
○  カマル・ウスマン vs.  コルビー・コヴィントン ×
5R終了 判定3-0（48-47、48-47、49-46）
※ウスマンが5度目の王座防衛に成功。

### 各賞
ファイト・オブ・ザ・ナイト：ジャスティン・ゲイジー vs. マイケル・チャンドラー
パフォーマンス・オブ・ザ・ナイト：マルロン・ヴェラ、アレックス・ペレイラ、ボビー・グリーン、クリス・バーネット
各選手にはボーナスとして5万ドルが授与された。

### カード変更
負傷などによるカードの変更は以下の通り。